# Cratere Meredith
Meredith  è un cratere sulla superficie di Venere.